# Inacaliri
Inacaliri (auch: Cerro Incacaliri oder Incalirii, Cerro Cajón oder Cerro del Cajón) ist ein 5926 m hoher inaktiver Vulkan in der Cordillera Occidental. Er liegt auf der Grenze zwischen Bolivien und Chile, direkt östlich des Cerro de Colana.
An seinen Hängen entspringt der Río San Pedro de Inacaliri, der sich dreizehn Kilometer westlich des Cerro Inacaliri mit dem Río Silala vereinigt.